# Проекционные методы решения СЛАУ
Проекционные методы решения СЛАУ — класс итерационных методов, в которых решается задача проектирования неизвестного вектора на некоторое пространство оптимально относительно другого некоторого пространства.

## Постановка задачи
Рассмотрим СЛАУ {\displaystyle Ax=b,} где  {\displaystyle A} - квадратная матрица размерности {\displaystyle n.} Пусть {\displaystyle K} и {\displaystyle L} - два {\displaystyle m}-мерных подпространства пространства {\displaystyle R^{n}.}
Необходимо найти такой вектор {\displaystyle {\tilde {x}}\in K}, чтобы {\displaystyle b-A{\tilde {x}}\perp L,} т.е. выполнялось условие:
{\displaystyle \forall l\in L:(A{\tilde {x}},l)=(b,l),}
называемое условием Петрова-Галёркина.
Если известно начальное приближение {\displaystyle x_{0}}, то тогда решение должно проектироваться на аффинное пространство {\displaystyle x_{0}+K.}
Представим {\displaystyle {\tilde {x}}=x_{0}+\delta } и обозначим невязку начального приближения как {\displaystyle r_{0}=b-Ax_{0}.}
{\displaystyle b-A{\tilde {x}}=b-A(x_{0}+\delta )=b-Ax_{0}-A\delta =(b-Ax_{0})-A\delta =r_{0}-A\delta .}
Тогда постановку задачи можно сформулировать следующим образом:
Необходимо найти такое {\displaystyle \delta \in K,} чтобы {\displaystyle r_{0}-A\delta \perp L,} т.е. выполнялось условие:
{\displaystyle {\tilde {x}}=x_{0}+\delta ,\ \delta \in K}
{\displaystyle \forall l\in L:(r_{0}-A\delta ,l)=0}

## Общий подход к построению проекционных методов
Введём матричные базисы в пространствах {\displaystyle K} и {\displaystyle L:}
{\displaystyle V=[v_{1},v_{2},...,v_{m}]} - матрица размера {\displaystyle n\times m} составленная из базисных векторов-столбцов пространства {\displaystyle K.}
{\displaystyle W=[w_{1},w_{2},...,w_{m}]} - матрица размера {\displaystyle n\times m} составленная из базисных векторов-столбцов пространства {\displaystyle L.}
Тогда {\displaystyle \delta \ =Vy} и вектор-решение {\displaystyle {\tilde {x}}} может быть записан:
{\displaystyle {\tilde {x}}=x_{0}+Vy,}
где {\displaystyle y\in R^{m}} - вектор коэффициентов.
Тогда выражение {\displaystyle (r_{0}-A\delta \ ,l)=0} может быть переписано в виде:
{\displaystyle W^{T}(r_{0}-A\delta \ )={\bar {0}},}
откуда {\displaystyle W^{T}AVy=W^{T}r_{0}} и
{\displaystyle y=(W^{T}AV)^{-1}W^{T}r_{0},}
Таким образом решение должно уточняться в соответствии с формулой:
{\displaystyle x_{1}=x_{0}+V(W^{T}AV)^{-1}W^{T}r_{0},}
Общий вид любого метода проекционного класса:
Делать, пока не найдено решение.
1. Выбираем пару подпространств {\displaystyle K} и {\displaystyle L.}
2. Построение для {\displaystyle K} и {\displaystyle L} базисов {\displaystyle V=[v_{1},v_{2},...,v_{m}]} и {\displaystyle W=[w_{1},w_{2},...,w_{m}].}
3. {\displaystyle r_{0}=b-Ax_{0}.}
4. {\displaystyle y=(W^{T}AV)^{-1}W^{T}r_{0}.}
5. {\displaystyle x_{1}=x_{0}+Vy.}

Выбор пространств {\displaystyle K} и {\displaystyle L} и способ построения для них базисов полностью определяет вычислительную схему метода.

## Выбор подпространств K и L

### Случай одномерных подпространств K и L
В случае когда пространства {\displaystyle K} и {\displaystyle L} одномерны, их матричные базисы являются векторами: {\displaystyle V=[v]} и {\displaystyle W=[w]} и выражение {\displaystyle {\tilde {x}}=x_{0}+Vy,} можно переписать как
{\displaystyle x_{k+1}=x_{k}+\gamma _{k}\ v_{k},}
где {\displaystyle \gamma _{k}\ } - неизвестный коэффициент, который легко находится из условия ортогональности {\displaystyle r_{k}-A(\gamma _{k}\ v_{k})\perp w_{k}:}
{\displaystyle (r_{k}-\gamma _{k}\ Av_{k},w_{k})=(r_{k},w_{k})-\gamma _{k}\ (Av_{k},w_{k})={\bar {0}},}
откуда {\displaystyle \gamma _{k}\ ={\frac {(r_{k},w_{k})}{(Av_{k},w_{k})}}.}
Методы с выбором одномерных подпространств {\displaystyle K} и {\displaystyle L} :
- Метод наискорейшего спуска
- Метод наискорейшего уменьшения невязки
- Метод Гаусса-Зейделя
- Методы ABS-класса

В практических задачах методы использующие одномерные пространства {\displaystyle K} и {\displaystyle L} обладают достаточно медленной сходимостью.

### Методы Крыловского типа
Методы Крыловского типа (или методы подпространства Крылова) - это методы для которых в качестве подпространства {\displaystyle K} выбирается подпространство Крылова:
{\displaystyle {\mathcal {K}}_{m}(r_{0},A)=span\{r_{0},Ar_{0},A^{2}r_{0},...,A^{m-1}r_{0}\},}
где {\displaystyle r_{0}=b-Ax_{0}} - невязка начального приближения.
Различные версии методов подпространства Крылова обуславливаются выбором подпространства {\displaystyle L.}
С точки зрения теории аппроксимации, приближения {\displaystyle {\tilde {x}},} полученные в методах подпространства Крылова имеют форму
{\displaystyle A^{-1}b\approx {\tilde {x}}=x_{0}+q_{m-1}(A)r_{0},}
где {\displaystyle q_{m-1}} - полином степени {\displaystyle m-1.} Если положить {\displaystyle x_{0}=0,}, то
{\displaystyle A^{-1}b\approx q_{m-1}(A)b.}
Другими словами, {\displaystyle A^{-1}b} аппроксимируется {\displaystyle q_{m-1}(A)b.}
Хотя выбор подпространства {\displaystyle L} и не оказывает влияния на тип полиномиальной аппроксимации, он оказывает существенное влияние на эффективность метода.
На сегодняшний день известны 2 способа  выбора подпространства {\displaystyle L,} дающие наиболее эффективные результаты:
- {\displaystyle L=K} и {\displaystyle L=AK}
- {\displaystyle L={\mathcal {K}}_{m}({\tilde {r}}_{0},A^{T})}

{\displaystyle L=K} и {\displaystyle L=AK}
|  | Теорема. Если матрица А симметрична и положительно определена, то задача проектирования СЛАУ {\displaystyle Ax=b} на любое подпространство {\displaystyle K} ортогонально к подпространству {\displaystyle L=K} эквивалентна задаче минимизации функционала {\displaystyle \Phi _{1}(x)=\parallel x-{\tilde {x}}\parallel _{A}^{2},} где {\displaystyle \parallel x\parallel _{A}^{2}=(Ax,x).} |

В силу положительной определённости матрицы {\displaystyle A} функционал {\displaystyle \Phi _{1}(x)} достигает своего минимума при {\displaystyle x={\tilde {x}}} и является строго выпуклым. При этом
В силу симметричности матрицы {\displaystyle A} справедливо {\displaystyle {\tilde {x}}^{T}Ax=b^{T}A(A^{-1})x=b^{T}x,} и функционал равен
По условию теоремы {\displaystyle K=L,} следовательно {\displaystyle V=W.} Функционал {\displaystyle \Phi _{1}(x)} является строго выпуклым. Таким образом сформулированная в условии задача минимизации сводится к нахождению
Рассмотрим эту задачу. В силу выпуклости достаточно найти стационарную точку функционала {\displaystyle \Psi (y)=\Phi _{1}(x_{0}+Vy),} т.е. решить систему {\displaystyle {\mathcal {r}}\Psi (y)=0.}
Градиент этого функционала равен {\displaystyle {\mathcal {r}}\Psi _{1}(y)=2V^{T}AVy-2V^{T}r_{0}.}
Приравнивая его к нулю, получим
что в точности совпадает с выражением {\displaystyle y=(W^{T}AV)^{-1}W^{T}r_{0},} если положить в нём {\displaystyle V=W.}
|  | Теорема. Если матрица А невырождена, то задача проектирования СЛАУ {\displaystyle Ax=b} на любое подпространство {\displaystyle K} ортогонально к подпространству {\displaystyle L=AK} эквивалентна задаче минимизации функционала {\displaystyle \Phi _{2}(x)=\parallel r_{x}\parallel _{2}^{2}.} |

Подставив в формулу {\displaystyle y=(W^{T}AV)^{-1}W^{T}r_{0}} соотношение для базисов {\displaystyle W=AV,} получим:
Это означает что рассматриваемая ситуация эквивалентна выбору {\displaystyle L=K} для симметризованной системы {\displaystyle A^{T}Ax=A^{T}b.}
Учитывая соотношение
и применяя к такой системе предыдущую теорему получим сформулированное в условии утверждение.
{\displaystyle L={\mathcal {K}}_{m}({\tilde {r}}_{0},A^{T})}
Для построения каждого нового вектора {\displaystyle v_{k}} алгоритм ортогонализации Арнольди требует нахождения {\displaystyle (k-1)} скалярных произведений и столько же операций линейного комбинирования. 